# Chikkaluru, Tirthahalli
Chikkaluru là một làng thuộc tehsil Tirthahalli, huyện Shimoga, bang Karnataka, Ấn Độ.